# Ahn Sang-yeong
Dans ce nom coréen, le nom de famille, Ahn, précède le nom personnel.
Ahn Sang-yeong (hangeul : 안상영), né le 18 novembre 1938 dans le comté de Gwangyang (Jeolla du Sud), alors sous occupation japonaise, et mort le 4 février 2004 à Pusan, est un homme politique sud-coréen.

## Biographie
Maire de la ville de Pusan de 1988 à 1990, il est élu à nouveau en 1998, puis réélu aux élections suivantes. Impliqué dans le scandale de corruption de la compagnie Jinheung, il est arrêté en octobre 2003 et emprisonné. Il se donne la mort dans la nuit du 4 février 2004 dans sa cellule de prison en se pendant à l'aide d'un sous-vêtement. 